# Football Club Lorient-Bretagne Sud 2012-2013

## Rosa
| N. |                       | Ruolo | Calciatore         |
| -- | --------------------- | ----- | ------------------ |
| 1  | Francia (bandiera)    | P     | Benjamin Lecomte   |
| 2  | Francia (bandiera)    | D     | Lamine Koné        |
| 3  | Portogallo (bandiera) | D     | Pedrinho           |
| 5  | Gabon (bandiera)      | D     | Bruno Ecuele Manga |
| 6  | Francia (bandiera)    | D     | Grégory Bourillon  |
| 8  | Francia (bandiera)    | C     | Yann Jouffre       |
| 9  | Camerun (bandiera)    | A     | Vincent Aboubakar  |
| 11 | Francia (bandiera)    | A     | Jérémie Aliadière  |
| 12 | Francia (bandiera)    | C     | Rémi Mulumba       |
| 13 | Francia (bandiera)    | C     | Mario Lemina       |
| 14 | Francia (bandiera)    | D     | Raphaël Guerreiro  |
| 15 | Francia (bandiera)    | A     | Fabien Robert      |

| N. |                            | Ruolo | Calciatore          |
| -- | -------------------------- | ----- | ------------------- |
| 16 | Francia (bandiera)         | P     | Fabien Audard       |
| 17 | Francia (bandiera)         | D     | Maxime Baca         |
| 18 | Francia (bandiera)         | A     | Gilles Sunu         |
| 19 | Francia (bandiera)         | C     | Ludovic Giuly       |
| 20 | Francia (bandiera)         | A     | Julien Quercia      |
| 21 | Burkina Faso (bandiera)    | C     | Alain Traoré        |
| 22 | Francia (bandiera)         | A     | Kévin Monnet-Paquet |
| 23 | Francia (bandiera)         | C     | Mathias Autret      |
| 24 | Nuova Caledonia (bandiera) | D     | Wesley Lautoa       |
| 25 | Francia (bandiera)         | D     | Lamine Gassama      |
| 27 | Francia (bandiera)         | C     | Enzo Reale          |
| 28 | Francia (bandiera)         | C     | Maxime Barthelmé    |
| 30 | Francia (bandiera)         | P     | Florent Chaigneau   |